# Eggnog

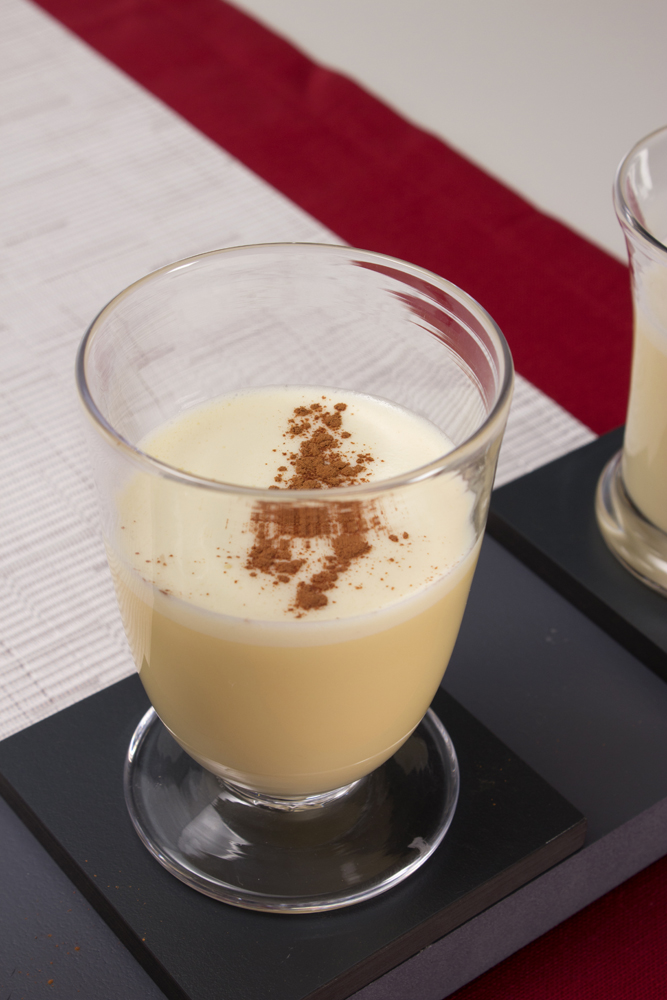
Un bicchiere di eggnog

L'eggnog o egg nog, altresì noto come lait de poule o latte di gallina, è una bevanda tipica del periodo natalizio in Gran Bretagna, Stati Uniti, Canada, Australia, Nuova Zelanda, Malta e Lussemburgo, i cui ingredienti principali sono latte, uova, noce moscata e altre spezie. In alcune versioni si può aggiungere un distillato a scelta (solitamente rum, brandy o whisky) per rendere la bevanda alcolica.

## Etimologia
Il termine eggnog è composto da egg, "uovo", e nog, un termine antico inglese che indicava un tipo di birra molto forte. La dizione francofona, lait de poule, ovverosia latte di gallina, deriva invece dagli ingredienti che compongono la bevanda.

## Storia
L'eggnog nasce a Londra, in Inghilterra, nel 1700 ad opera di un barista di nome Carl Joannessons durante uno dei vari esperimenti da lui effettuati.

## Ingredienti
- 25 ml di liquore
- 75 ml di latte
- 1 cucchiaio di sciroppo di caramello
- 1 uovo
- 2 cubetti di ghiaccio
- noce moscata

## Preparazione
- Versare il latte, il liquore e l'uovo in un recipiente e sbattere fino ad ottenere un composto omogeneo.
- Aggiungere la noce moscata e lo sciroppo. Poi lasciar riposare in un recipiente o in vari bicchieri di vetro coperti da carta stagnola. Aggiungere preferibilmente il ghiaccio in parti non molto piccole, frantumato, nel drink.

## Varianti e diffusione
L'eggnog è usato anche per la realizzazione di un cocktail ufficiale IBA: il Brandy Egg Nogg.
La bevanda è diffusa in molti paesi di cultura anglosassone quali Gran Bretagna, Stati Uniti e Canada, ma è diffusa anche in Lussemburgo. In alcuni paesi di lingua francese è noto come lait de poule.